# Bình Dương Chiêu Công chúa
Bình Dương Công chúa (chữ Hán: 平陽公主; 599 hoặc sau - 623), thụy hiệu là Bình Dương Chiêu công chúa (平陽昭公主), là một Hoàng nữ của Đường Cao Tổ Lý Uyên, hoàng đế khai quốc của triều đại nhà Đường.
Bà đã tổ chức một đội Nương tử quân giúp cha đoạt lấy quyền lực và cuối cùng soán ngôi nhà Tùy.

## Tiểu sử
Bình Dương công chúa là con gái thứ ba của Đường Cao Tổ Lý Uyên và Thái Mục Thuận Thánh Hoàng hậu. Thái Mục Thuận Thánh Hoàng hậu sinh hạ bốn người con trai là Lý Kiến Thành, Lý Thế Dân, Lý Huyền Bá, Lý Nguyên Cát và Lý Tú Ninh (tức Bình Dương công chúa) là người con gái duy nhất. Lý Uyên gả bà cho Sài Thiệu (柴紹), con của Cự Lộc quận công Sài Thận (柴慎).
Năm 617, Lý Uyên âm mưu nổi dậy chống triều đình nhà Tùy trong khi đang lưu thủ tại Thái Nguyên. Lý Uyên phái người đến Trường An để triệu con gái và con rể đến Thái Nguyên. Sài Thiệu lo sợ rằng họ sẽ không thể dễ dàng thoát khỏi kinh thành cùng nhau, vì thế bà đã bảo ông hãy chạy đến Thái Nguyên một mình, còn bà sẽ lẩn trốn. Sau một thời gian lẩn trốn, bà tiến hành phát của cải cho vài trăm người, khiến họ hưởng ứng cuộc nổi dậy của cha. Bà phái gia nô Mã Tam Bảo (馬三寶) đi thuyết phục thủ lĩnh nổi dậy Hà Phan Nhân (何潘仁) hội quân với mình và sau đó cũng chiêu hàng các thủ lĩnh nổi dậy Lý Trọng Văn (李仲文), Hướng Thiện Chí (向善志) và Khâu Sư Lợi (丘師利). Bà dẫn quân tiến công và chiếm được một số thành lân cận Trường An, tập hợp được 7 vạn lính, hiệu là Nương tử quân. Các nông dân cung cấp đồ ăn thức uống cho Nương tử quân vì họ xem đây là một đội quân giải phóng.
Năm 617, Lý Uyên vượt sông Hoàng Hà tiến vào Quan Trung, phái Sài Thiệu đến nơi hẹn trước với bà. Họ sau đó hợp quân với Lý Thế Dân, chỉ huy một cánh quân của Lý Thế Dân. Năm 618, Lý Uyên buộc Tùy Cung Đế phải nhường ngôi, lập ra nhà Đường. Bà được phong làm Bình Dương công chúa và do bà đã có đóng góp to lớn vào chiến thắng, ông đặc biệt vinh danh bà so với 18 người con gái khác.
Bà qua đời năm 623 khi mới hơn 20 tuổi, Đường Cao Tổ ra lệnh tiến hành táng lễ lớn theo nghi thức quân nhân dành cho một tướng quân cấp cao, bà được ban thụy hiệu là Chiêu (昭).